# Hitachigymnasiet
Hitachigymnasiet, fd. ABB-gymnasiet, ABB Industrigymnasium är en gymnasieskola som startades i Västerås (1994) och Ludvika (1995) av företaget ABB med syftet att säkra kompetensförsörjningen i verksamheten. Under åren har skolornas popularitet ökat och har under många år haft fler sökande än platser.
År 2002 lämnade ABB huvudmannaskapet för skolorna till Svenska Kunskapshusen AB. I juli 2003 togs ägandet över av personalen på de båda skolorna, och det nya företaget fick namnet Industritekniska Gymnasiet Bergslagen AB. Det företaget togs 2015 över av Fredrik Svensson.
År 2009 öppnades ABB Industrigymnasium i Sala med ett specialinriktat energiprogram. Skolan i Sala har ett mycket nära samarbete med näringslivet på orten.
I april 2017 beslutades att skolan i Sala ska läggas ner, skolans VD Agneta Berliner menade att de inte kunde upprätthålla den önskade undervisningsstandarden.
I september 2021 ändrades namnet på skolan i Västerås till ABB-gymnasiet och skolan i Ludvika blev Hitachigymnasiet. I september 2023 blev även ABB-gymnasiet i Västerås Hitachigymnasiet. 
I koncernen ingår även Vattenfallgymnasiet i Forsmark.
2025 har Castellum beslutat att stänga restaurangen där eleverna äter.

## Ung Företagsamhet
Gymnasieutbildningen innehåller på alla tre orter ett år med Ung Företagsamhet (UF), där eleverna själva får starta ett företag och lära sig om entreprenörskap.
Perioden 2014–2015 var några av ABB Industrigymnasiums mest framgångsrika år i Ung Företagsamhet. På SM i Ung Företagsamhet 2014 tog företag från skolan tre SM-guld: Årets Produktutveckling, Årets Affärsplan och Årets App. Samma år fick en av guldmedaljörerna, Sätt Dig UF, Ljungbergsfondens ärorika Teknikstipendium. Under den regionala UF-mässan i Västmanland 2015 tog ABB Industrigymnasium hem totalt 25 priser, varav nio förstaplatser. På SM i Ung Företagsamhet i maj samma år fick ABB Industrigymnasium utmärkelsen Sveriges Bästa UF-skola och två av skolans UF-företag, Markit UF och Tech4All UF, tog SM-guld som Årets App och Årets Samhällsentreprenör.

## Språkintroduktion och Teknisk specialisering
Höstterminen 2016 startade ett språkintroduktionsprogram. Syftet med programmet är att integrera nyanlända i samhället. Utbildningen innefattar i första hand en undervisning i svenska som andraspråk, men även teknik och idrott och hälsa.
I oktober 2017 gick rektor i Västerås, Hans Jakobsson, ut med att man utöver det ordinarie teknikprogrammet skulle starta ett program vid namn Teknisk Specialisering. I januari 2018 stod det klart att man skulle starta en utbildning som, förutom teknikprogrammet, gav eleverna möjlighet att läsa 30 högskolepoäng parallellt med studierna. Utbildningen är ett samarbete med Mälardalens högskola, vilket innebär att lektorer från högskolan sköter en del av undervisningen. Första året tog man in en klass på 30 elever med högt intresse i och med att det preliminärt var fler sökande än antal platser. Programmet inleddes höstterminen 2018.